# Alloscirtetica semirufa
Alloscirtetica semirufa är en biart som först beskrevs av Heinrich Friese 1908.  Alloscirtetica semirufa ingår i släktet Alloscirtetica och familjen långtungebin. Inga underarter finns listade i Catalogue of Life.